# Kepler-87c
Kepler-87c là một hành tinh quay quanh Kepler-87 nằm trong chòm sao Thiên Nga, một ngôi sao nặng hơn Mặt trời một chút và đang ở giai đoạn gần kết thúc giai đoạn chuỗi chính của nó.

## Nét đặc trưng
Mặc dù lớn hơn Sao Hải Vương, Kepler-87c chỉ nặng hơn Trái đất khoảng 6,4 lần. Điều này có nghĩa là mật độ của nó chỉ là 0,125 g/cm³. Đây là hành tinh đầu tiên có khối lượng tương đương có mật độ thấp như vậy. Nhiệt độ cân bằng của nó là 130 °C.